# Ben Fletcher
Benjamin "Ben" Fletcher (* 13. března 1992 Reading, Spojené království) je britský a anglický zápasník–judista.

## Sportovní kariéra
S judem začínal v 11 letech ve Wokinghamu v klubu Pinewood pod vedením Dona Wernera. Judu se vrcholově věnuje i jeho starší sestra Megan. V mužské seniorské reprezentaci se pohybuje od roku 2012 v polotěžké váze. Připravuje se pod vedením Jürgena Klingera v univerzitním klubu v Bath. V roce 2014 musel kvůli zranění kolene vynechat pro Brity vysoce prestižní Hry Commonwealthu. V roce 2016 se kvalifikoval na olympijské hry v Riu. V úvodním kole nastoupil proti Gruzínci Bekovi Gvinyjašvilimu a prohrál po kombinaci curi-komi-goši a osae-komi na ippon-wazari.

### Vítězství
- 2013 - 1x světový pohár (Montevideo)
- 2015 - 2x světový pohár (Tunis, Port Louis)
- 2016 - 1x světový pohár (Casablanca)

## Výsledky
| Olympijské hry     |     | —   |     |   |     | úč. |     |  |  |  |  |  |  |  |  |  |  |  |  |  |  |  |  |  |
| Mistrovství světa  | —   |     | —   | — | úč. |     | úč. |  |  |  |  |  |  |  |  |  |  |  |  |  |  |  |  |  |
| Evropské hry       |     |     |     |   | úč. |     |     |  |  |  |  |  |  |  |  |  |  |  |  |  |  |  |  |  |
| Mistrovství Evropy | —   | —   | úč. | — | úč. | 7.  | úč. |  |  |  |  |  |  |  |  |  |  |  |  |  |  |  |  |  |
| ME do 23 let       | —   | úč. | —   | — |     |     |     |  |  |  |  |  |  |  |  |  |  |  |  |  |  |  |  |  |
| MS juniorů         | 3.  |     |     |   |     |     |     |  |  |  |  |  |  |  |  |  |  |  |  |  |  |  |  |  |
| ME juniorů         | úč. |     |     |   |     |     |     |  |  |  |  |  |  |  |  |  |  |  |  |  |  |  |  |  |